# Marina di Mancaversa
Marina di Mancaversa è una località balneare della provincia di Lecce, l'unica frazione di Taviano. È collocata sulla costa ionica tra Torre Suda e Punta Pizzo, a circa 5 km dal centro di Taviano e a 8 da quello di Gallipoli. La costa è prevalentemente rocciosa e lunga 900 m.

## Toponomastica
Esistono due teorie circa l'origine del nome. Secondo una prima ipotesi questo deriverebbe dal fatto che in antichità i pescatori gallipolini definissero in tale modo la costa che si trovava al lato sinistro rispetto a Gallipoli. Quindi Mancaversa deriverebbe da "versante mancino".
Una seconda ipotesi prende in considerazione il termine dialettale con cui si indica la località, che in salentino è Baccaversa. Poiché in dialetto la parola bacca significa barca, letteralmente Baccaversa significherebbe "barca rivoltata".
Cosimo De Giorgi cita la marina col termine Baccaversa (pag. 16 del suo volume del 1920-22 intitolato "Descrizione fisica geologica ed idrografica della Provincia di Lecce") e la definisce come "Antica rada del diruto casale di Supplessano" ad Ovest di Taviano (Cfr. Giuliano D'Elena "Vocabolario Salentino della lingua tavianese dialettale antica")

## Storia
Il piccolo centro si è sviluppato soprattutto nel secondo dopoguerra. Il primo nucleo di case, abitazioni di villeggiatura appartenenti alle famiglie più ricche di Taviano, fu costruito intorno agli inizi del Novecento. Nella zona erano presenti anche tre chiesette tardo ottocentesche oggi distrutte. Negli ultimi trent'anni il paese ha subito una crescita esponenziale diventando un importante centro turistico ricco di parchi, villette, attrezzature sportive, zone verdi e lungomare.

## Eventi
- Festa in onore di Sant'Anna - 29 luglio
- Sagra della salsiccia - agosto